# Fuentenebro (kommunhuvudort)
Fuentenebro är en kommunhuvudort i Spanien.   Den ligger i provinsen Provincia de Burgos och regionen Kastilien och Leon, i den centrala delen av landet, 120 km norr om huvudstaden Madrid. Fuentenebro ligger 922 meter över havet och antalet invånare är 165.
Terrängen runt Fuentenebro är platt åt nordväst, men åt sydost är den kuperad. Runt Fuentenebro är det mycket glesbefolkat, med 3 invånare per kvadratkilometer. Närmaste större samhälle är Aranda de Duero, 16,6 km norr om Fuentenebro. 